# Garry Schofield

a Compétitions nationales et continentales officielles uniquement.

b Matchs officiels uniquement.
Garry Schofield, né le 1er juillet 1965 à Leeds (Angleterre), est un joueur et un entraîneur anglais de rugby à XIII évoluant au poste de centre ou de demi d'ouverture dans les années 1980 et 1990. Après des débuts à Hull FC et un intermède en Australie dans le Championnat de Nouvelle-Galles du Sud avec Balmain étant au passage meilleur marqueur d'essais de la saison 1986, il rejoint en 1987 Leeds pour 155 000 livres sterling ce qui constitue le record de l'époque. Avec Leeds, il dispute trois finales du Championnat d'Angleterre en 1990, 1995 et 1996. Il clôt sa carrière à Huddersfield suivis de quelques rencontres avec Doncaster et Bramley. Il a été sélectionné à quarante-six reprises en sélection de Grande-Bretagne dont il s'agit du record partagé avec Michael Sullivan et à trois reprises en sélection d'Angleterre, il est second avec la première sélection de la Coupe du monde en 1992.
Il devient par la suite entraîneur d'Huddersfield en 1998 et de Barrow en 2011. Il a été introduit au Temple de la renommée du rugby à XIII britannique en 2013.

## Palmarès
- Collectif :
  - Finaliste de la Coupe du monde : 1992 (Grande-Bretagne).
  - Finaliste du  Championnat d'Angleterre : 1985 (Hull FC),1990, 1995 et 1996 (Leeds).
  - Finaliste de la Challenge Cup : 1986 (Hull FC), 1994 et 1995 (Leeds).

- Indviduel :
  - Élu Golden Boot  : 1990.
  - Meilleur joueur du Championnat d'Angleterre : 1991 (Leeds).
  - Meilleur marqueur d'essais du Championnat de Nouvelle-Galles du Sud : 1986 (Balmain).